# Бедряга, Николай Григорьевич
Николай Григорьевич Бедряга (1776—1855) — полковник гвардии русской императорской армии, Георгиевский кавалер; острогожский уездный предводитель дворянства.

## Биография
Родился в 1776 году; в книге «Воронежское дворянство в Отечественную войну» был напечатан год рождения 1786-й; в экземпляре книги вручную исправлено на 1776-й. Его отец, генерал Г. В. Бедряга имел трёх сыновей.
Службу начал в Ахтырском полку, командиром которого в 1801 году станет его отец, 20 сентября 1793 года. В следующем году принял участие подавлении восстания Костюшко; 26 января 1797 года был произведён в унтер-офицеры, 15 января 1802 года — в корнеты, 3 марта 1804 года — в поручики.
Сражался против французов в русско-прусско-французскую войну: 10 января 1807 года — под Броками, 1 мая — под Сиротским и 4 мая — под Пултуском. За отличие в этих делах был награждён 1 декабря 1807 года орденом Св. Анны 4-й степени (одновременно с братьями Сергеем и Михаилом). С 23 мая по 22 ноября 1809 года находился в Галиции; штаб-ротмистр — с 28 мая 1811 года.
В Отечественную войну: за отличие в бою под Миром, 24 августа 1812 года штаб-ротмистр Николай Бедряга был награждён орденом Св. Владимира 4-й степени с бантом и вместе с ним такую же награду получил за это сражение и старший брат Сергей; участвовал в Бородинском сражении; 28 октября под Ляховом получил контузию в грудь от ядра и поступил в партизанский отряд Дениса Давыдова. В своём «Дневнике партизанских действий 1812 года» Денис Давыдов написал о нём: 

Ахтырского гусарского полка штаб-ротмистр Николай Бедряга — малого росту, красивой наружности, блистательной храбрости: верный товарищ на биваках; в битвах — впереди всех, горит, как свечка.
За дела при Тарбееве и под Вязьмой, по личному представлению Давыдова, Н. Г. Бедряга получил орден Св. Анны 2-й степени (15.09.1813?).
В 1814 году, 25 апреля Бедряга был произведён в чин майора и переведён в лейб-гвардии конно-егерский полк; 10 февраля 1817 года он был произведён в подполковники и в марте возвращён в Ахтырский полк.
Выйдя в отставку 14 марта 1819 года в чине полковника, Н. Г. Бедряга жил в своём имении Острые Могилы Острогожского уезда и в 1831—1834 годах состоял Острогожским уездным предводителем дворянства.
Умер 16 сентября 1855 года. Похоронен в Харькове в церкви Усекновенского кладбища.
Был награждён: золотой саблей с надписью «За храбрость» (20.01.1814), орденом Св. Георгия 4-й степени (22.01.1814 или 17.08.1813?), орденом Св. Владимира 4-й ст. с бантом (24.08.1812).

### Семья
Один из трёх сыновей Н. Г. Бедряги — Григорий Николаевич (1819—1889) — был предводителем дворянства Спасского уезда Тамбовской области. Внук — Яков Владимирович — стал известным зоологом.